# Roberto Cammarelle
Roberto Cammarelle, né le 30 juillet 1980 à Milan en Lombardie, est un boxeur amateur italien évoluant dans la catégorie des poids super-lourds (plus de 91 kg). Officier de police, Roberto Cammarelle compte notamment à son palmarès deux titres mondiaux et un titre olympique. Aux J.O. de Londres en 2012, il rencontre en finale Anthony Joshua dont la victoire fut très contestée.

## Biographie
Les parents de Roberto Cammarelle sont originaires de la Basilicate (son père Angelo est de Rionero in Vulture, sa mère Giovanna Caraffa de Filiano) et migrent non loin de Milan à Cinisello Balsamo avant la naissance de leur fils. À 14 ans, l'adolescent découvre la boxe et rejoint le club local. Il remporte un premier titre national dans les catégories juniors en 1995. En 2000, Cammarelle rejoint le Fiamme Oro, groupe sportif de la Guardia di Finanza. Durant cette année, il remporte la ceinture de champion d'Italie senior chez les poids lourds, une récompense conservée l'année suivante. Combattant chez les poids super-lourds à partir de 2002, il affirme tout de suite sa supériorité sur le plan national.
Sa première récompense internationale date de 2002 lorsqu'il remporte une médaille d'argent aux championnats d'Europe organisés à Perm (Russie). Il échoue alors en finale contre le Russe Aleksandr Povetkin. Deux ans plus tard, il est de nouveau battu par le boxeur russe en finale du tournoi européen. Avec cette médaille d'argent, l'italien obtient cependant sa qualification pour les Jeux olympiques d'été de 2004 qu'organisent Athènes quelques mois plus tard. Lors de ceux-ci, Roberto Cammarelle remporte aisément son premier combat contre le Nigérien Gbenga Oloukun avant de battre de deux touches l'Ukrainien Aleksey Masikin. En demi-finale, l'Italien, alors assuré de gagner au pire une médaille de bronze, affronte de nouveau le russe Aleksandr Povetkin. Mais tout comme lors des deux précédentes confrontations évoquées, Cammarelle est défait par le russe, 19 touches à 31. Il doit alors se contenter d'une médaille de bronze, la seule décrochée en boxe par la délégation olympique italienne à Athènes.
L'année suivante, Roberto Cammarelle échoue de nouveau au stade des demi-finales lors de sa première participation aux championnats du monde de boxe amateur. Deux ans plus tard, en 2007 à Chicago, le boxeur italien remporte le titre mondial en battant en finale l'Ukrainien Vyacheslav Glazkov.
Cette performance lui permet de se qualifier pour les Jeux olympiques d'été de 2008 organisés à Pékin. Roberto Cammarelle y confirme son statut de champion du monde en remportant aisément le titre olympique. En effet, tant en demi-finales contre le Britannique David Price qu'en finale contre le Chinois Zhang Zhilei, l'italien s'impose par arrêt de l'arbitre. Il devient à cette occasion le quinzième champion olympique italien de boxe.
En 2009 aux championnats du monde de boxe amateur il défend son titre contre l'Ukrainien Roman Kapitanenko.

## Hommage
Le 7 mai 2015, en présence du président du Comité national olympique italien (CONI), Giovanni Malagò, a été inauguré  le Walk of Fame du sport italien dans le parc olympique du Foro Italico de Rome, le long de Viale delle Olimpiadi. 100 tuiles rapportent chronologiquement les noms des athlètes les plus représentatifs de l'histoire du sport italien. Sur chaque tuile figure le nom du sportif, le sport dans lequel il s'est distingué et le symbole du CONI. L'une de ces tuiles lui est dédiée .

## Palmarès
- 2002
  -  Vice-champion d'Europe à Perm (Russie).
- 2004
  -  Vice-champion d'Europe à Pula (Croatie).
  -  Médaillé de bronze aux Jeux olympiques d'Athènes (Grèce).
- 2005
  -  Médaillé d'or aux Jeux méditerranéens d'Almeria (Espagne).
  -  Médaillé de bronze aux championnats du monde de Mianyang (Chine).
- 2007
  -  Champion du monde à Chicago (États-Unis).
- 2008
  -  Champion olympique à Pékin (Chine).
- 2009
  -  Champion du monde à Milan (Italie).
- 2012
  -  Médaillé d'argent aux Jeux olympiques de Londres (Angleterre).